# Deshaies
Deshaies är en kommun i det franska utomeuropeiska departementet Guadeloupe i Västindien. År 2022 hade kommunen 3 792 invånare.

## Befolkningsutveckling
Antalet invånare i kommunen Deshaies
| Referens: INSEE |